# Nabonidus
Nabonidus geschreven als mdNabû-nā'id was de vijfde en laatste koning van het Nieuw-Babylonische Rijk (556 - 539 v.Chr.). Hij was een zoon van de vorst van Harran in Mesopotamië, Nabu-balassi-iqbi, en van de opperpriesteres van de Maantempel aldaar, Adad-Guppi. Hij kwam na een samenzwering tegen zijn voorganger op de troon.
Nabonidus leidde in 555 en 553 campagnes tegen Cilicië, maar lijkt verder een meer wetenschappelijke belangstelling te hebben gehad dan praktisch is voor een regerend vorst. Hij restaureerde tempels, onder andere die van de maangod Sin, de zonnegod Sjamasj en de liefdesgodin Isjtar. Zijn fanatieke verering van Sin kwam hem te staan op een conflict met de priesters van Marduk, de traditionele Babylonische oppergod. Na Nabonidus' val zouden zij enkele hatelijke teksten over hem schrijven, waarin ze hem beschuldigden van alles wat lelijk en vals was. Dat hij krankzinnig zou zijn geweest, is nog een van de minst onvriendelijke suggesties.
Om onduidelijke redenen verbleef Nabonidus geruime tijd in de oase van Theima op het Arabische Schiereiland. Hierdoor kon in Babylon het Akitufestival niet worden gevierd, wat andermaal niet bijdroeg aan 's konings populariteit. Gedurende deze jaren was zijn zoon Belsazar regent.
Gedurende de laatste jaren van zijn regering verbleef hij weer in Babylon, om zijn koninkrijk te verdedigen tegen het opdringende Perzië. Nabonidus werd op 12 oktober 539 bij Opis, een stad aan de Tigris, beslissend verslagen door Cyrus II, die twee weken later Babylon binnentrok, maar Nabonidus met mildheid behandelde.

## Online
- Nabonidus: kort overzicht van de voornaamste feiten uit Nabonidus' regering
- Nabonidus Cylinder from Sippar en Nabonidus Cylinder from Ur: teksten waarin Nabonidus zelf verslag doet van zijn religieuze politiek
- Chronicle of Nabonidus: de voornaamste bron voor Nabonidus' regering
- Verse Account of Nabonidus: een van invectieven vervulde Mardukpriester brandt Nabonidus tot op de grond toe af
- Cyrus Cylinder: Cyrus' verslag van zijn overwinning